# Reason (Software)
Reason ist eine Digital Audio Workstation des schwedischen Unternehmens Reason Studios, die 2000 auf dem Markt erschien.
Reason emuliert ein Rack mit Hardware-Synthesizern, Samplern, Signalprozessoren, Sequenzern und Mischern, die beliebig miteinander verbunden werden können. Reason kann entweder als komplettes virtuelles Musikstudio oder als Satz virtueller Instrumente verwendet werden, um mit anderer Sequenzersoftware auf eine Art und Weise verwendet zu werden, die eine Live-Performance ermöglicht.

## Geschichte
Angefangen hat es bei der schwedischen Firma Propellerhead im Jahre 1997 mit dem Programm ReBirth RB-338, einer virtuellen Wiedergeburt der TB-303, TR-909 und des TR-808 von Roland. Drei Jahre zuvor hatte die Firma bereits den Loop-Editor ReCycle auf den Markt gebracht, damals noch unter der Obhut von Steinberg.
Eigentlich sollte schon ReBirth ein komplettes virtuelles Studio werden. Laut Ernst Nathorst-Böös, einem der drei Gründungsväter von Propellerhead, war damals die Computerleistung einfach noch nicht ausreichend. Außerdem bestand die Firma zu dem Zeitpunkt tatsächlich nur aus drei Personen. Es dauerte weitere drei Jahre, bis die erste Version von Reason auf den Markt kam.
Im Jahre 2002 wurde das Programm auf der Frankfurter Musikmesse mit dem MIPA-Preis für das beste Software-Instrument ausgezeichnet.
Der Vorgänger ReBirth war zwischenzeitlich als Freeware erhältlich (siehe Weblinks). Durch den Entzug der Lizenz durch Roland, wurde auch die Freeware eingestellt.
Seit August 2018 gibt es Reason Compact, eine Mobil-Version. Jedoch nicht als vollwertige DAW, sondern als reinen Sequenzer Europa. Die Patches sind zwischen der mobilen und der Desktop-Version austauschbar. Seit April 2019 wird Reason Compact durch Take und Figure erweitert, welche aus einem Zukauf stammen. Bisher sind die Apps ausschließlich für iOS erhältlich. Den Presseinformationen und den Stellenausschreibungen von Propellerheads zufolge, wird man mittelfristig auch die Android-Plattform bedienen wollen.
Seit 2019 agiert Propellerhead Software als ReasonStudios, um die Tätigkeiten rund um Reason zu vereinheitlichen.

## Konzept und Aufbau
Die Software ist als virtuelles Studiorack mit integriertem Sequenzer und Mixer konzipiert und läuft in der Version 9 ab Windows 7 und Mac OS X 10.7 bis zu einer Samplingfrequenz von 96 kHz und 24 bit. Ab der Version 6 ist Reason mit dem vorher eigenständigen Programm Record verschmolzen. Seitdem kann Reason auch für Audioaufnahmen genutzt werden.
Reason beinhaltete mit Subtractor, Malström und Thor drei Synthesizer, zwei Sampler (NN19 und NN-XT), einen Loop-Player (Dr. Rex) sowie mit Redrum einen Drumcomputer als Klangerzeuger. Klangerzeuger und Effekte können im Combinator zu neuen Geräten verknüpft und gespeichert werden. In Reason 5 wurden die Klangerzeuger um Kong erweitert. Dieser Drumsoundspezialist besteht aus 16 Pads und verschiedenen Klangerzeugungsmodulen sowie Effekten für diese. Der Loop-Player Dr. Rex ist zudem durch Dr. Octo Rex ersetzt worden. Die neue Live-Sampling-Funktion ermöglicht es, mit allen vier Sampling-fähigen Klangerzeugern (NN19, NN-XT, Redrum und Kong) direkt Klänge aufzunehmen und einzusetzen.
Sampler und Drummachines können mit beliebigen Samples verwendet werden. Außerdem lassen sich simultane Audiospuren des Vorgängerprodukts ReBirth (nur unter Windows möglich) und vom Vorgängerprodukt ReCycle präparierte und in einem speziellen Datenformat vorliegende Loops innerhalb von Reason verwenden. Die Auswahl der Effektgeräte reicht von einfachen Delays über ein hochwertiges Hallgerät bis zu einem Loudness Maximizer, so dass nahezu die komplette Produktionskette abgedeckt wird.
Im Rack lassen sich untereinander beliebig viele Geräteinstanzen erzeugen. Verbunden werden diese Geräte auf der Rückseite des Racks durch virtuelle Kabel. Dabei gibt es zwei Kategorien von Anschlüssen: Audio und CV (Control Voltage). Die Control Voltage ist eine Steuerspannung und dient der Übertragung von Steuersignalen an die Synthesizer (Note, Reglerwerte) bzw. ausgewählte Effektgeräte, so wie es bei den ersten Synthesizern des Robert Moog auch schon der Fall war.
Anschluss zur Außenwelt bietet das Reason Hardware Interface, welches bis zu 64 Audio- und MIDI-Kanäle unterstützt. Die Software kann über eine MIDI Clock zu externem Equipment synchronisiert werden. Innerhalb eines Rechners können via ReWire MIDI- und Audiodaten synchron in eine andere Software übertragen werden.

## ReFill
Reason benutzt das hauseigene Refill-Format zur Erweiterung. In diesem Format sind alle für Reason benutzbaren Dateien in einer Zusammenstellung komprimierbar (Patches, Samples, Rex Dateien). Dabei werden die WAVE/AIFF Dateien besonders klein komprimiert, wobei aber gleichzeitig keine Klangqualität verloren gehen soll. Des Weiteren können alle benötigten Daten in eine Datei gepackt werden, welche an andere Reason-Benutzer weitergegeben werden kann – so können Songprojekte leichter ausgetauscht und bearbeitet werden.

## Ein Exot: die Graintable-Synthese
Der in Reason integrierte Synthesizer Malström des Entwicklers Magnus Lidström bedient sich einer recht ausgefallenen Syntheseform: der Graintable-Synthese. Sie beruht auf einer Kombination aus der populären Wavetable-Synthese, die zum Beispiel schon im Waldorf PPG verwendet wurde und der Granularsynthese.
In einer Wavetable sind verschiedene Wellenformen als Samples tabellarisch angelegt, zum Beispiel Sinus, Sägezahn, Rechteck oder auch ganz ausgefallene Schwingungen. Diese werden geloopt und dann vorwärts oder rückwärts in unterschiedlichen Geschwindigkeiten abgespielt. Die Wavetable bildet sozusagen den Oszillator des Synthesizer, wobei bei einem echten Oszillator die Schwingungen tatsächlich erst erzeugt werden und nicht als Samples vorliegen.
Auch im Rahmen der Graintable-Synthese bilden gesampelte Wellenformen die Grundlage für den Klang. Der Hauptunterschied zur Wavetable-Synthese liegt darin, dass selbst eine einzelne gesampelte Schwingung in viele kleine Abschnitte, sogenannte „Grains“, zerlegt wird. Zusätzlich werden auch mehrere Loops in einer Schwingung gesetzt und beliebig oft wiederholt. Dadurch erhält man eine sehr flexible Klangerzeugung. Tonhöhe und Wiedergabegeschwindigkeit sind unabhängig voneinander. Außerdem werden die einzelnen Grains in einer Tabelle wie bei der Wavetable-Synthese angelegt, die dann in verschiedenen Geschwindigkeiten, Richtungen und Tonhöhen „durchfahren“ werden können.

## Rack Extensions
Mit Version 6.5 wurde die proprietäre Plugin-Schnittstelle Rack Extensions (RE) eingeführt. Diese ermöglichte es Drittanbietern, eigene Erweiterungen für Reason zu entwickeln und zu verkaufen. Der Vertrieb von REs erfolgt ausschließlich über die Website von Propellerhead Software. Diese werden von Propellerhead jedoch vor der Veröffentlichung geprüft. Außerdem verspricht Propellerheads Software die Kompatibilität der Rack Extensions auf alle zukünftigen Versionen von Reason und den unterstützten Betriebssystemen.
Wurde anfangs noch mit bekannten Marken wie KORG oder GForce Software geworben, so wurde das neue Format sehr schnell von ambitionierten Nutzern erobert, welche innerhalb weniger Monate zahlreiche Utilities entwickelten, die von den Reason-Nutzern meist begeistert aufgenommen wurden. Inzwischen haben sich weitere bekannte Anbieter wie U-he, Rob Papen, Softube oder Synapse Audio dem neuen Format gewidmet und teilweise exklusive Plugins entwickelt – und umgekehrt wurden von einigen der ursprünglich „ambitionierten Nutzern“ inzwischen durchaus professionelle Produkte vorgestellt.
Trotz allem hat das RE-Format seine Grenzen: Es ist an die Reason-eigene Rack-Analogie gebunden, d. h. eine RE muss in das virtuelle 19″-Rack passen. Außerdem sind die Designmöglichkeiten noch eng begrenzt und im Wesentlichen auf Knöpfe, Schalter und einfache Displays beschränkt. Designfreiheit wie beispielsweise bei der VST-Schnittstelle existiert bis dato nicht. Andererseits bieten REs – Reason ist nun mal ein Rack – auch eine Rückseite (mit allen Verkabelungsmöglichkeiten).

## MIDI Out und VST
Reason war lange Zeit eine stand-alone All-in-one-Lösung, d. h. die gesamte Produktion geschah innerhalb von Reason. Nachdem der Hersteller im Laufe der Jahre zuerst Audio-Aufnahme und -Bearbeitung und später Plugins (erst RE (Rack-Extension), dann VST) ermöglichte, wurde mit Reason 7 die Option eingeführt, welche seit Jahren von den Nutzern verlangt wurde: MIDI-Out, d. h. das Steuern von externen MIDI-Geräten über Reason. D.h. Reason kann auch andere Software über MIDI-out ansteuern (z. B. Native Instruments Maschine). Auch lässt sich die Kommunikation über RTP-Midi und anderen Rechnern im Netzwerk darstellen.
Ab Version 6 war die direkte Aufnahme von Audio sowie die Manipulation innerhalb von Reason möglich. Des Weiteren konnten ab Version 5 Audio-Dateien direkt im Sequenzer aufgenommen oder geladen werden, letzteres sogar per Drag'n'Drop.
Seit dem Softwareupdate auf Version 9.5 (Mai 2017) ist es nun auch möglich, VST-Instrument und -Effekte in der VST-Version 2.4 (VST3 ist nicht kompatibel) einzubinden. Diese müssen dann allerdings in der jeweiligen Bitbreite passend zu Reason vorliegen. Somit erfordert z. B. die 64-Bit-Version von Reason, dass die VSTs dann ebenfalls in 64 Bit vorliegen. Die VST-Plugins können je nach Typ als Instrument, Effekt usw. eingebunden werden. Die Parameter Fernsteuerung greift sowohl für Reason-eigene Plugins als auch VST-Plugins oder Rack-Extensions sowie bei den Sequenzern und allen anderen Reason Komponenten.
Ab Version 10 ist diese auch mit Drittanbietern kompatibel. Ab Version 10 gibt es Reason aber nur noch für 64-Bit Systeme. Dementsprechend funktionieren 32-Bit VST-Plugins nicht mehr. Über externe Tools wie VST-Host ist es mitunter möglich, eine 32/64-Bit-Bridge darzustellen, jedoch sollte hier die Stabilität beachtet werden. Mit Reason 10.3 wurde die Code Basis überarbeitet, wobei große Teile des Programm-Codes neu geschrieben wurden, um die VST-Implementierung robuster und weniger Ressourcen-fordernd zu gestalten.
Grundsätzlich kann Reason, über die Re-Wire Schnittstelle oder den VST-Plugin-Weg, als Host oder Plugin mit einer anderen DAW zusammenarbeiten.

## Vorteile von Reason
Der Hauptvorteil von Reason liegt im All-in-one-Konzept der Software. Professionelle Effektgeräte und virtuelle Instrumente sind bereits enthalten, funktionieren reibungslos miteinander und müssen nicht erst hinzugekauft werden. Durch den modularen Aufbau lädt das Programm zum Experimentieren ein.
Die Software ist ebenfalls bekannt für ihre Stabilität, unabhängig vom verwendeten Betriebssystem. Viele professionelle Musiker nutzen sie deshalb auch live auf der Bühne.
Durch die virtuelle Nachbildung eines Studioracks finden sich besonders die Anwender schnell zurecht, die bisher nur mit entsprechender Hardware gearbeitet haben. Aber auch Neulingen dürfte sich das Konzept rasch erschließen. Nahezu alle Funktionen sind über einen Knopf oder Regler direkt auf der Benutzeroberfläche zugänglich, was intuitives Arbeiten ermöglicht.
Die mitgelieferten Samples, Loops und Geräte-Voreinstellungen in den beiden Soundbänken sind zahlreich und auf technisch und musikalisch hohem Niveau, so dass man sogleich mit dem Songschreiben beginnen kann.
Reason kann über die ReWire-Funktion an Audio-Sequenzer wie Steinbergs Cubase, Apple Logic, FL Studio oder Renoise gekoppelt werden; bis dato allerdings nur als Slave, Ableton Live kann sowohl als ReWire Slave und als Master betrieben werden.
Als Exportformate für Audiodaten stehen MP3, WAVE und AIFF zur Verfügung.

## Nachteile
Die interne Auflösung wird zwar mit 32 bit angegeben, die meisten Parameter bieten jedoch nur das MIDI-Raster mit maximal 128 Abstufungen. Gerade zur Automation von Lautstärke- oder Filterverläufen wäre eine feinere Abstufung sinnvoll.
Gewöhnungsbedürftig ist auch die Tatsache, dass die Werte der Parameter oft keine konkrete Bezeichnung besitzen, sondern generell einen Wertebereich von 0 bis 127 besitzen.

## Alternativen
Reason hat sich im Vergleich zu Wettbewerbsprodukten in den ersten Jahren funktionsmäßig langsamer entwickelt. Auch wurden Neuerungen marketing-technisch weniger aufmerksamkeitswirksam eingeführt. Lange Zeit galt Reason u. a. wegen zunächst fehlendem Support für VST-Instrumente oder Funktionen für Audio-Recording als antiquiert, wohingegen es gegenüber Wettbewerbs-Produkten seit jeher einzigartige Funktionen, wie das rückwärtige Rack-Verkabeln oder die Möglichkeit der freien Fensterplatzierung bot. Seit geraumer Zeit sind die im Vergleich bemängelten fehlenden Funktionen aber weitgehend nachgerüstet.
Verschiedene Hersteller wie Image Line (FL Studio) oder Synapse Audio (Orion) bieten ebenfalls virtuelle Studios an, die zum Teil auch Audioaufnahme und Plug-in-Unterstützung bieten.
Eine weitere Alternative zu Reason ist der Sequenzer Ableton Live, der ebenfalls modular miteinander verknüpfbare Effekte und Klangerzeuger mitbringt, zusätzlich aber Plug-ins anderer Anbieter im VST- und AU-Format unterstützt sowie die Aufnahme und tempounabhängige Wiedergabe von Audiospuren.
Möglich ist natürlich auch die Kombination eines beliebigen Sequenzers wie Steinbergs Cubase, Apple Logic oder Avid Pro Tools mit dem Zukauf von virtuellen Instrumenten und Effektgeräten; dies wird allerdings erheblich teurer als Reason.

## APPs
2019 wurde die Version 2.0 von Reason, Reason Compact, herausgebracht. Dazu wurden zwei existente APPs integriert.